# Doppelzündung

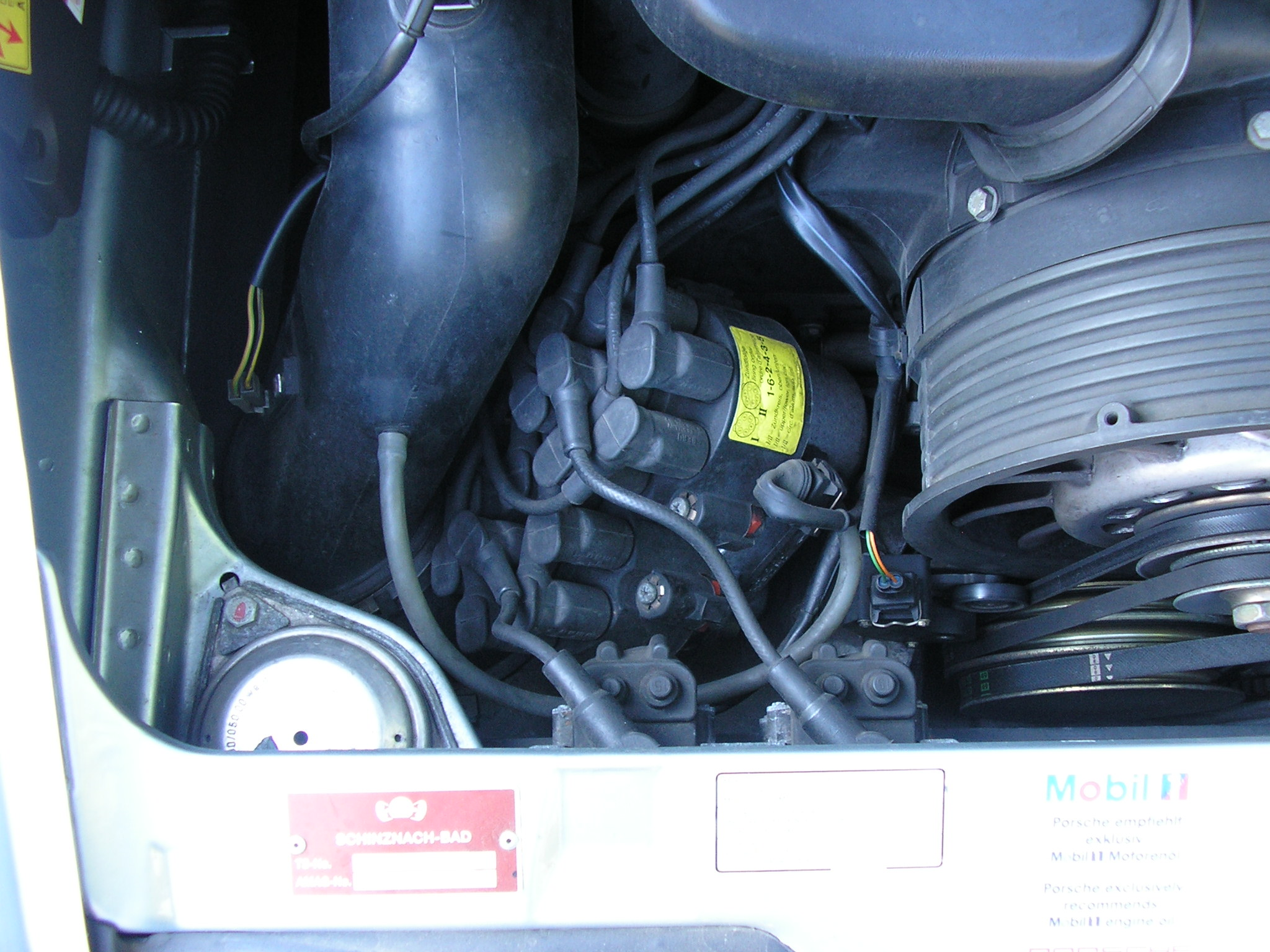
Zündverteiler für Doppelzündung eines Sechszylindermotors (Porsche 993)

Doppelzündung in Verbindung mit Ottomotoren bedeutet, dass je Zylinder zwei Zündkerzen eingesetzt werden.

## Vorteile
Dienten die ersten Doppelzündungen in erster Linie der Betriebssicherheit, wurde damit später eine gleichmäßigere, vollständigere und damit energieeffizientere Verbrennung des Kraftstoff-Luft-Gemisches gewährleistet. Die beiden Zündkerzen können dabei auch verschiedene Typen sein. Auch die Anordnung der beiden Zündkerzen im Verbrennungsraum ist je nach Motorkonstruktion unterschiedlich. Die Steuerung und Spannungsversorgung der Doppelzündung kann über verschiedene Zündungssysteme erfolgen.

## Einsatz bei Kraftfahrzeugen

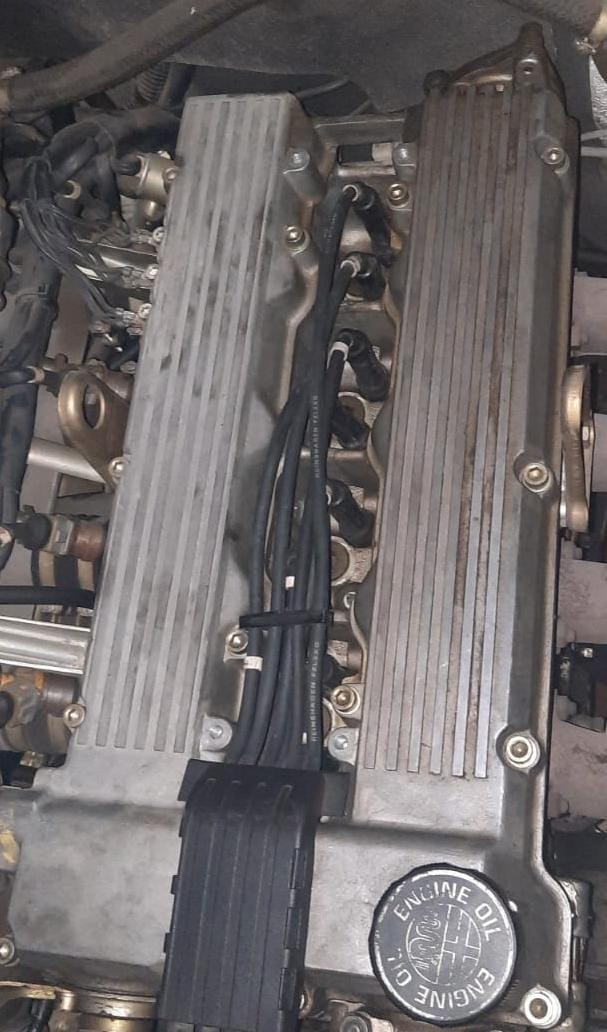
Zylinderkopf mit Doppelzündung im Alfa Romeo 75 Twin Spark

Besonders bei Motorrädern mit großen Einzelhubräumen wird die Doppelzündung verstärkt eingesetzt, beispielsweise bei der BMW R 1100S oder der KTM 690. Alfa Romeo rüstete seine sportlichen DOHC-Reihenvierzylinder der Serien Giulia TZ, Giulia GTA, 75, 155, 164 und weitere Modelle mit einer Doppelzündung („Twin Spark“) aus. In den 1920er und 1930er Jahren verwendete Daimler-Benz in den Kompressorwagen der Baureihe W 06 und den „Großen Mercedes“ W 07/W 150 eine Doppelzündung. Die beiden Porsche 911-Typen 964 und 993 (ohne Turbo) sowie der Porsche 550 waren ebenfalls mit einer solchen Anlage ausgestattet. Mercedes-Benz verwendete sie ab 1997 in V6- (M 112), V8- (M 113) und V12-Motoren (M 137) erneut, verzichtete bei deren Nachfolgern aber wieder darauf. Anders als bei Alfa Romeo und Porsche erfolgte die Zündung dort phasenversetzt, mit dem Ziel, das Geräuschniveau und den Schadstoffausstoß zu minimieren. Auch Motoren von Nissan (z. B. Bluebird, Terrano), die 600- und 700-cm³-Ottomotoren von Smart (Fortwo und Roadster) haben eine Doppelzündung.

## Einsatz in der Luftfahrt

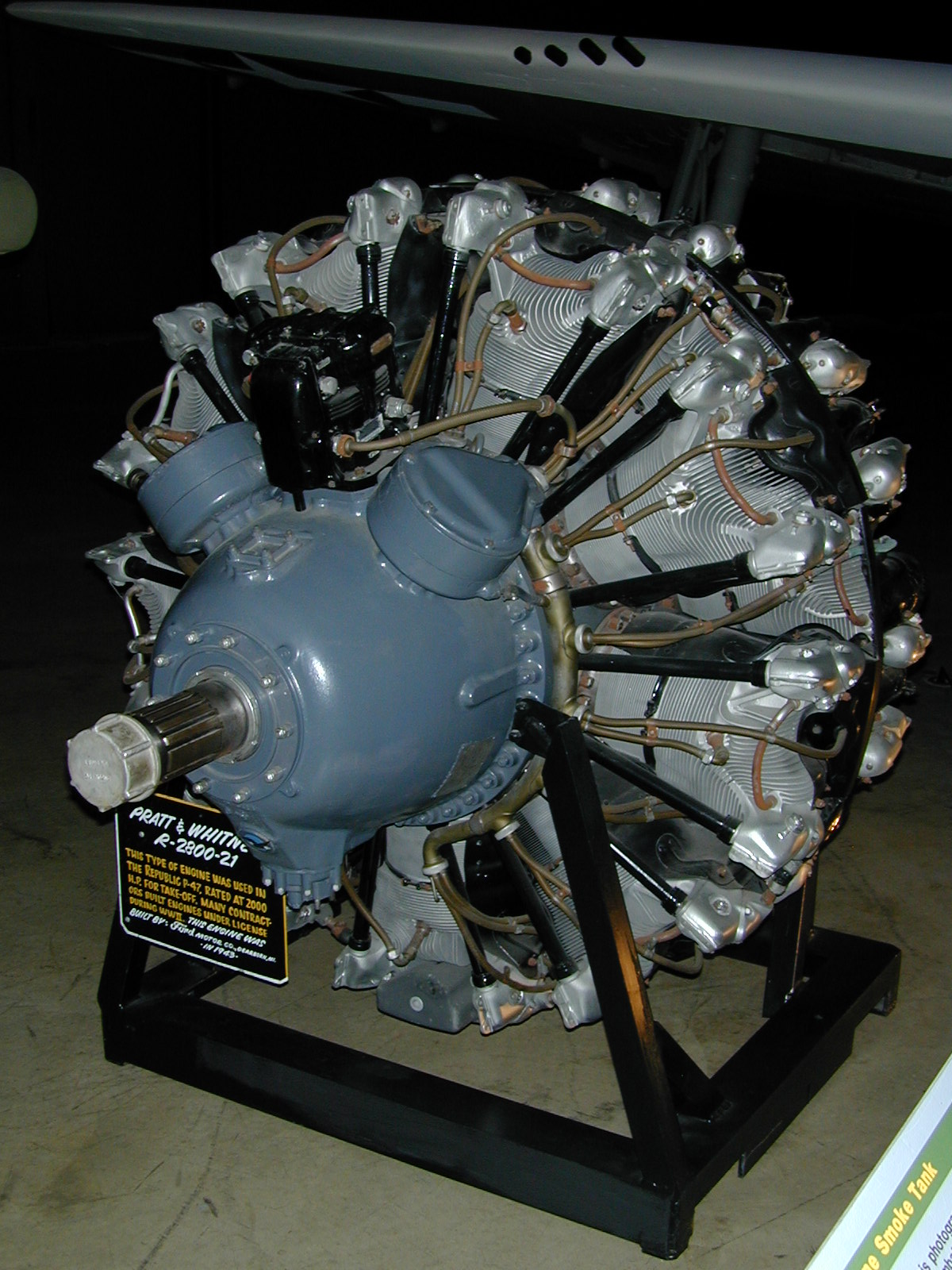
Ein Pratt & Whitney R-2800 Flugmotor. Schräg nach oben weisend auf dem graublau lackierten Getriebegehäuse sind die beiden identischen Verteiler der Doppelzündanlage zu erkennen, in der Mitte davon der Tandemzündmagnet. Der rechte Zündverteiler feuert die jeweils in den Zylinderköpfen vorne angeordneten, der linke die hinteren Zündkerzen ab.

Eine Doppelzündanlage wird seit den 1910er Jahren im Flugmotorenbau verwendet (z. B. im Mercedes D III) und ist heute in Flugzeugen mit Kolbenmotoren Standard. Es handelt sich um zwei autarke Zündungen mit je zwei Zündmagneten, Verteilern und je zwei Kerzen pro Zylinder, von denen jeweils eine vom „linken“ und eine vom „rechten“ Magnetzünder die Zündspannung erhält. Zur Erhöhung der Betriebssicherheit und Schaffung einer Redundanz sind diese Motoren in der Lage, bei Ausfall einer der Zündanlagen weiter zu arbeiten.

### Magnet-Check
Charakteristisch ist hier der Magnet-Check unmittelbar vor dem Start zum Erkennen von Zündungsdefekten: dafür stellt der Pilot vor dem Aufrollen auf die Startbahn bei festgehaltenen Radbremsen – beide Zündanlagen sind eingeschaltet – eine vorgegebene Motordrehzahl ein und schaltet nacheinander abwechselnd die eine und die andere Zündanlage ab. Das geschieht in der Run-up-Area abseits des Flugplatzverkehrs, um andere Flugzeuge durch den Propellerluftstrom nicht zu gefährden. Alternativ ist auch die Variante verbreitet, zum Magnet-Check in der Schlange der wartenden Flugzeuge auf dem Rollweg eine schräge Position einzunehmen; dadurch werden die Hintermänner nicht vom Luftstrom getroffen.
Beim Magnet-Check ist insbesondere auf einen identischen, wahrnehmbaren Drehzahlabfall von meistens ca. 50 min−1 auf beiden Zündkreisen beim Abschalten zu achten: Sollte keine Drehzahldifferenz auftreten, arbeitet der abgeschaltete Zündkreis nicht oder er wurde wegen einer fehlerhaften Kurzschlussleitung nicht abgeschaltet. Im ersten Fall würde der Motor beim Abschalten des noch intakten Zündkreises ganz ausgehen, was in jedem Fall den Abbruch der Startvorbereitung zur Folge haben muss. Im zweiten Fall ist die Zündung auch in Stellung "Off" des Zündschalters eingeschaltet und der Motor kann bei Drehung des Propellers von Hand anspringen. Ebenso ist bei größeren und unterschiedlichen Drehzahlunterschieden, die auf den Defekt einzelner Kerzen schließen lässt, das Triebwerk und die Zündung zu überprüfen. Meist findet beim „Run-Up“ im Anschluss an den Magnetcheck noch, sofern vorhanden, die Überprüfung des oder der Verstellpropeller und insbesondere deren Segelstellung statt. Nach dem Magnetcheck wird der Zündungswahlschalter zum normalen Betrieb wieder auf „Both“ (beide Magneten in Betrieb) gestellt. Der Drehzahlverlust von ca. 50 min−1 erklärt sich aus der schlechteren und langsameren Verbrennung des Benzin-Luftgemisches in den bei Flugmotoren üblichen großen Zylindern, wenn nur an einer Stelle gezündet wird.
Der Magnet-Check hat seinen Namen von der Magnetzündung, ein Zündsystem aus den frühen Tagen des Motorenbaues, das aber einfach aufgebaut ist, bordnetzunabhängig funktioniert und daher in der Luftfahrt immer noch verwendet wird.